# Albert IV de Tirol
Albert IV de Tirol (vers 1180 - 22 juliol 1253) va ser l'últim comte de Tirol de la casa de Tirol, vogt de Trent i des 1210 vogt de Bolzano.
Era fill del comte Enric I (mort el 14 de juny de 1190) i d'Agnès, filla del comte Adalberó I de Wangen. Encara era menor d'edat quan el seu pare va morir el 1190, i només va començar a governar independentment el 1202. El 1210, el bisbe Conrad el va nomenar administrador del bisbat de Brixen. Així que Albert es va fer càrrec dels drets sobirans sobre el Norithal i vall d'Eisack, que fins llavors havien estat exercits pels comtes d'Andechs ducs de Merània, que havien estat temporalment declarats fora de la llei i s'havien confiscat els seus dominis el 1209 per la seva presumpta participació en l'assassinat del rei Felip de Suàbia el 1208 a Bamberg.
Albert no va tenir fills, per la qual cosa es va assegurar que a les seves filles se'ls permetria heretat. Va casar la seva filla Elisabet (morta el 10 d'octubre de 1256) amb el duc Otó II de Merània (mort el 19 de juny de 1248), i la seva altra filla, Adelaida (morta el 26 de maig de 1279), amb el comte Meinard I de Gorízia + 1258). Va signar un contracte mutu d'herència amb els seus gendres. El 1248, va adquirir la part del Tirol en poder dels comtes d'Andechs (que havien estat rehabilitats, però es van extingir) i la part que estava en mans dels comtes d'Eppan o Appiano.
El 1252, Albert i el seu gendre Meinard van ser fets presoners a Greifenburg pel duc Bernat de Caríntia i el seu fill Felip, bisbe electe de Salzburg (1247-1256). Van ser posats en llibertat, després que va cedir les importants possessions que tenia a l'alta Caríntia i de pagar un gran rescat, havent de deixar a més dos fills de Meinard com a ostatges.
Albert IV va morir el 22 de juliol de 1253 i va ser enterrat a Stams. L'herència es va dividir entre els seus gendres els comtes Meinard I de Gorízia i Gebhard IV d'Hischberg, el segon marit de la seva filla Elisabet. Gebhard i Elisabet no van tenir fills, així que després de la seva mort, el fill de Meinard I, Meinard II de Gorízia, va reunir les possessions originals d'Albert.
Durant la seva vida, Albert havia intentat unir les seves possessions a la zona de Tirol en un sol comtat. El 1254 aquesta entitat fou anomenada Dominium Tyrolis o Tyrolis Comecia.

## Matrimoni i fills
Albert es va casar al voltant de 1211 amb Uta (mort el 1254), filla del comte Enric II de Frontenhausen-Lechsgemünd (+ 1208). Albert i Uta van tenir dues filles:
- Adelaida (vers 1218/1220 - + 26 de maig de 1279), es va casar amb el comte Meinhard I de Gorízia (+ 1258)
- Elisabet (vers 1220/1225 - 10 d'octubre de 1256), es va casar amb:
  - El 1239 al duc Otó II de Merània o Andechs-Merània (+ 19 de juny de 1248)
  - El 1249, al comte Gebhard IV d'Hirschberg (+ 1284)